# جوزيف براشاو
جوزيف براشاو (بالإنجليزية: Joseph Bradshaw)‏ هو عسكري أيرلندي، ولد في 1835 في Kilteely-Dromkeen ‏ في جمهورية أيرلندا، وتوفي في 21 مارس 1875.